# Trapezites sciron
Trapezites sciron é uma espécie de borboleta da família Hesperiidae.
É endêmica da Austrália, com a subespécie T. sciron eremicola Burns, [1948] sendo encontrada nos estados da Austrália Meridional e de Vitória, e a subespécie-tipo (T. sciron sciron) sendo encontrada na Austrália Ocidental.